# Can-Am sezona 1971
Can-Am sezona 1971 je bila šesta sezona serije Can-Am, ki je potekala med 13. junijem in 31. oktobrom 1971. 

## Spored dirk
| Št | Dirka                          | Dirkališče                        | Datum         |
| -- | ------------------------------ | --------------------------------- | ------------- |
| 1  | Labatt's 200                   | Mosport Park                      | 13. junij     |
| 2  | Mont-Tremblant 50              | Circuit Mont-Tremblant            | 27. junij     |
| 3  | Atlanta Can-Am                 | Road Atlanta                      | 11. julij     |
| 4  | Watkins Glen Can-Am            | Watkins Glen International        | 25. julij     |
| 5  | Valvoline Can-Am               | Mid-Ohio Sports Car Course        | 22. avgust    |
| 6  | Road America Can-Am            | Road America                      | 29. avgust    |
| 7  | Minneapolis Tribune Grand Prix | Donnybrooke International Raceway | 12. september |
| 8  | Molson Can-Am                  | Edmonton Speedway Park            | 26. september |
| 9  | Monterey Castrol Grand Prix    | Laguna Seca Raceway               | 17. oktober   |
| 10 | Los Angeles Times Grand Prix   | Riverside International Raceway   | 31. oktober   |

## Rezultati
| Št | Dirkališče     | Zmag. moštvo        | Poročilo |
| Št | Dirkališče     | Zmag. dirkač        | Poročilo |
| -- | -------------- | ------------------- | -------- |
| 1  | Mosport        | #5 McLaren Cars     | Poročilo |
| 1  | Mosport        | Denny Hulme         | Poročilo |
| 2  | Mont-Tremblant | #1 Carl Haas Racing | Poročilo |
| 2  | Mont-Tremblant | Jackie Stewart      | Poročilo |
| 3  | Road Atlanta   | #7 McLaren Cars     | Poročilo |
| 3  | Road Atlanta   | Peter Revson        | Poročilo |
| 4  | Watkins Glen   | #7 McLaren Cars     | Poročilo |
| 4  | Watkins Glen   | Peter Revson        | Poročilo |
| 5  | Mid-Ohio       | #1 Carl Haas Racing | Poročilo |
| 5  | Mid-Ohio       | Jackie Stewart      | Poročilo |
| 6  | Road America   | #7 McLaren Cars     | Poročilo |
| 6  | Road America   | Peter Revson        | Poročilo |
| 7  | Donnybrooke    | #7 McLaren Cars     | Poročilo |
| 7  | Donnybrooke    | Peter Revson        | Poročilo |
| 8  | Edmonton       | #5 McLaren Cars     | Poročilo |
| 8  | Edmonton       | Denny Hulme         | Poročilo |
| 9  | Laguna Seca    | #7 McLaren Cars     | Poročilo |
| 9  | Laguna Seca    | Peter Revson        | Poročilo |
| 10 | Riverside      | #5 McLaren Cars     | Poročilo |
| 10 | Riverside      | Denny Hulme         | Poročilo |

## Dirkaško prvenstvo
Prva deseterica dirkačev dobi prvenstvene točke po sistemu: 20-15-12-10-8-6-4-3-2-1.
| Poz | Dirkač                | Moštvo                                           | Dirkalnik                             | Motor             | 1. | 2. | 3. | 4. | 5.  | 6. | 7. | 8. | 9. | 10. | Skupaj |
| --- | --------------------- | ------------------------------------------------ | ------------------------------------- | ----------------- | -- | -- | -- | -- | --- | -- | -- | -- | -- | --- | ------ |
| 1   | Peter Revson          | McLaren Cars                                     | McLaren M8F                           | Chevrolet         | 15 | 12 | 20 | 20 | (4) | 20 | 20 |    | 20 | 15  | 142    |
| 2   | Denny Hulme           | McLaren Cars                                     | McLaren M8F                           | Chevrolet         | 20 | 15 | 15 | 15 |     |    | 15 | 20 | 12 | 20  | 132    |
| 3   | Jackie Stewart        | Carl Haas Racing                                 | Lola T260                             | Chevrolet         |    | 20 |    |    | 20  |    | 6  | 15 | 15 |     | 76     |
| 4   | Jo Siffert            | STP-Jo Siffert                                   | Porsche 917/10                        | Porsche           |    |    |    | 12 | 15  | 15 | 8  | 10 | 8  |     | 68     |
| 5   | Lothar Motschenbacher | Motschenbacher Racing                            | McLaren M8D                           | Chevrolet         | 12 | 8  | 12 |    |     | 10 |    | 4  | 6  |     | 52     |
| 6   | Milt Minter           | Vasek Polak Racing                               | Porsche 917PA                         | Porsche           |    | 3  | 8  |    | 6   |    | 4  | 8  | 2  | 6   | 37     |
| 7   | Tony Adamowicz        | Auto World                                       | McLaren M8D                           | Chevrolet         |    |    | 10 | 8  | 12  |    |    |    | 4  |     | 34     |
| 8   | Chuck Parsons         | A.G. Dean World Racing Motschenbacher Racing     | McLaren M8D Lola T160/3 McLaren M8E/D | Chevrolet         |    | 10 |    |    | 8   |    |    | 3  | 1  | 8   | 30     |
| 9   | Vic Elford            | American Racing Associates Roy Woods Racing      | McLaren M8E McLaren M8D               | Chevrolet         |    |    |    | 3  |     | 12 | 10 |    |    |     | 25     |
| 10  | Hiroshi Kazato        | Carl Haas Racing                                 | Lola T222                             | Chevrolet         | 2  | 6  |    | 1  |     | 8  | 2  |    |    |     | 19     |
| 11  | Sam Posey             | North American Racing Team Sam Woods Racing      | Ferrari 512M McLaren M8E              | Ferrari Chevrolet |    |    |    | 6  |     |    |    |    |    | 10  | 16     |
| 12  | John Cordts           | John Cordts World Racing                         | McLaren M8C Lola T160                 | Chevrolet         | 8  |    |    |    |     |    |    | 6  |    |     | 14     |
| 13  | Dave Causey           | Dave Causey                                      | Lola T222                             | Chevrolet         | 4  | 4  |    |    |     | 6  |    |    |    |     | 14     |
| 14= | Gregg Young           | Young American Racing Team Motschenbacher Racing | Ferrari 512M McLaren M8E/D            | Ferrari Chevrolet |    |    |    |    |     |    | 12 |    |    |     | 12     |
| 14= | Jackie Oliver         | Advanced Vehicle Systems                         | Shadow Mk.2                           | Chevrolet         |    |    |    |    |     |    |    | 12 |    |     | 12     |
| 14= | Howden Ganley         | Sid Taylor Racing                                | BRM P167                              | Chevrolet         |    |    |    |    |     |    |    |    |    | 12  | 12     |
| 17  | Tom Dutton            | Barrett Racing                                   | McLaren M6B                           | Chevrolet         |    | 2  | 3  |    | 3   | 4  |    |    |    |     | 12     |
| 18  | Herbert Müller        | Müller Racing                                    | Ferrari 512M                          | Ferrari           |    |    |    |    | 10  | 1  |    |    |    |     | 11     |
| 19= | Bob Bondurant         | Motschenbacher Racing                            | McLaren M8E/D                         | Chevrolet         | 10 |    |    |    |     |    |    |    |    |     | 10     |
| 19= | Mario Andretti        | SpA Ferrari SEFAC                                | Ferrari 712M                          | Ferrari           |    |    |    | 10 |     |    |    |    |    |     | 10     |
| 19= | Brian Redman          | Sid Taylor Racing                                | BRM P167                              | Chevrolet         |    |    |    |    |     |    |    |    | 10 |     | 10     |
| 22  | Bobby Brown           | Bob Brown Racing                                 | McLaren M6B McLaren M8E               | Chevrolet         | 6  |    |    |    |     |    | 3  |    |    |     | 9      |
| 23  | Roger McCaig          | McCaig Racing                                    | McLaren M8E                           | Chevrolet         | 1  |    | 4  |    |     |    |    |    |    | 4   | 9      |
| 24  | Dick Durant           | Dick Durant                                      | Lola T163                             | Chevrolet         |    | 1  | 6  |    |     |    |    |    |    |     | 7      |
| 25  | Jim Adams             | Earle-Cord Racing                                | Ferrari 512P                          | Ferrari           | 3  |    | 1  |    |     |    |    |    | 3  |     | 7      |
| 26  | Steve Matchett        | A.G. Dean                                        | Porsche 908/02                        | Porsche           |    |    |    |    | 2   | 3  |    |    |    |     | 5      |
| 27  | Andrea de Adamich     | Autodelta SpA                                    | Alfa Romeo T33/3                      | Alfa Romeo        |    |    |    | 4  |     |    |    |    |    |     | 4      |
| 28  | Gary Wilson           | Great Western Champagne                          | McLaren M12                           | Chevrolet         |    |    |    |    |     |    | 1  |    | 3  | 4   |        |
| 29  | George Drolsom        | Warren Burmester                                 | McLaren M8C                           | Chevrolet         |    |    |    |    |     | 2  |    | 2  |    |     | 4      |
| 30  | Charlie Kemp          | Charlie Kemp                                     | McLaren M8C                           | Chevrolet         |    |    | 2  |    |     |    |    |    |    | 1   | 3      |
| 31= | Gijs van Lennep       | J.W. Automotive                                  | Porsche 917K                          | Porsche           |    |    |    | 2  |     |    |    |    |    |     | 2      |
| 31= | George Follmer        | Roy Woods Racing                                 | McLaren M8D                           | Chevrolet         |    |    |    |    |     |    |    |    |    | 2   | 2      |
| 33= | Jim Butcher           | Jim Butcher                                      | Lola T163                             | Chevrolet         |    |    |    |    | 1   |    |    |    |    |     | 1      |
| 33= | Bob Nagel             | Bob Nagel Glen Racing Ltd. Dave Causey           | Lola T222 McLaren M12 Lola T222       | Chevrolet         |    |    |    |    |     |    | 1  |    |    |     | 1      |